# هيكتور مارتينيز
هيكتور مارتينيز (بالإسبانية: Héctor Vidal Martínez)‏ (15 يونيو 1967 باراغواي باراغواي - ) هو لاعب كرة قدم باراغواياني يلعب كلاعب وسط.

## وصلات خارجية
- هيكتور مارتينيز على موقع ناشيونال فوتبول تيمز (الإنجليزية)